# Higher (Erik Grönwall)
Higher är en svensk musiksingel från 2009 som båda Idol 2009-finalisterna Erik Grönwall och Calle Kristiansson framförde under finalen den 11 december samma år. Den är skriven av Pär Westerlund, Joakim Olovsson och producerad av Twin. Eftersom det blev Erik Grönwall som vann Idol 2009  blev det just hans inspelade version av "vinnarlåten" som släpptes som singel direkt efter finalen.
Melodin gick in på Svensktoppen den 31 januari 2010 .

## Listplaceringar
| Lista (2009-2010) | Topplacering |
| ----------------- | ------------ |
| Sverige           | 1            |